# Gilhoc-sur-Ormèze
Gilhoc-sur-Ormèze ist eine französische Gemeinde mit 473 Einwohnern (Stand: 1. Januar 2022) im Département Ardèche in der Region Auvergne-Rhône-Alpes. Gilhoc-sur-Ormèze gehört zum Arrondissement Tournon-sur-Rhône und zum Kanton Haut-Vivarais. Die Bewohner werden Gilhocois genannt.

## Geografie
Gilhoc-sur-Ormèze liegt etwa zwölf Kilometer westnordwestlich von Valence und etwa 15 Kilometer südwestlich von Tournon-sur-Rhône. Umgeben wird Gilhoc-sur-Ormèze von den Nachbargemeinden Le Crestet im Norden und Nordwesten, Colombier-le-Jeune im Norden und Nordosten, Saint-Sylvestre im Osten, Champis im Osten und Südosten, Alboussière im Südosten, Saint-Barthélemy-Grozon im Süden sowie Lamastre im Westen.

## Bevölkerungsentwicklung
| Jahr                       | 1962 | 1968 | 1975 | 1982 | 1990 | 1999 | 2006 | 2018 |
| Einwohner                  | 673  | 604  | 507  | 509  | 433  | 387  | 360  | 457  |
| Quellen: Cassini und INSEE |      |      |      |      |      |      |      |      |

## Sehenswürdigkeiten
- Kirche
- Burgruine Solignac
- Burg Les Boscs  aus dem 15./16. Jahrhundert
- Schloss Dol aus dem 15. Jahrhundert
- Schloss Bessin

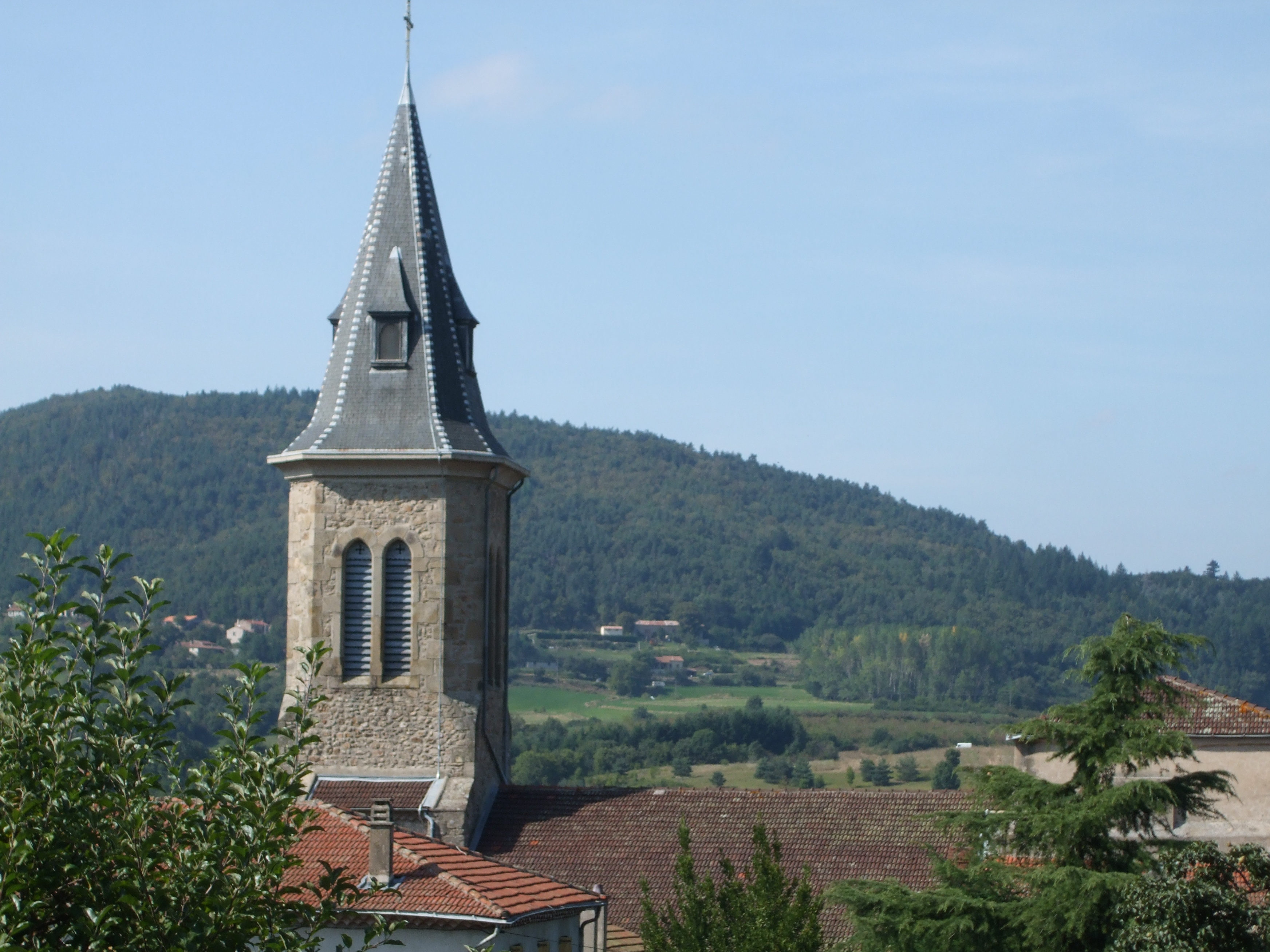
Kirche
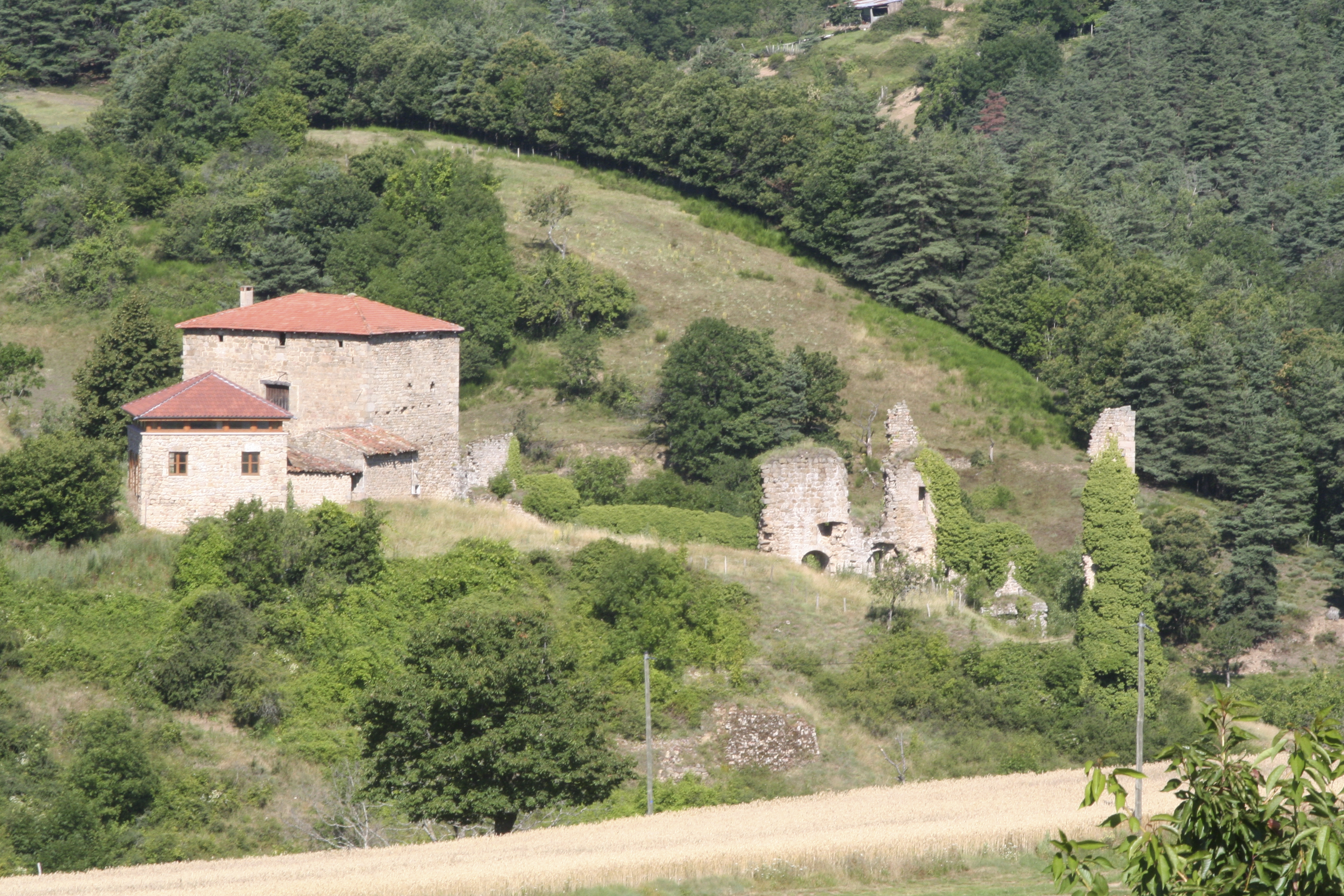
Burgruine Solignac
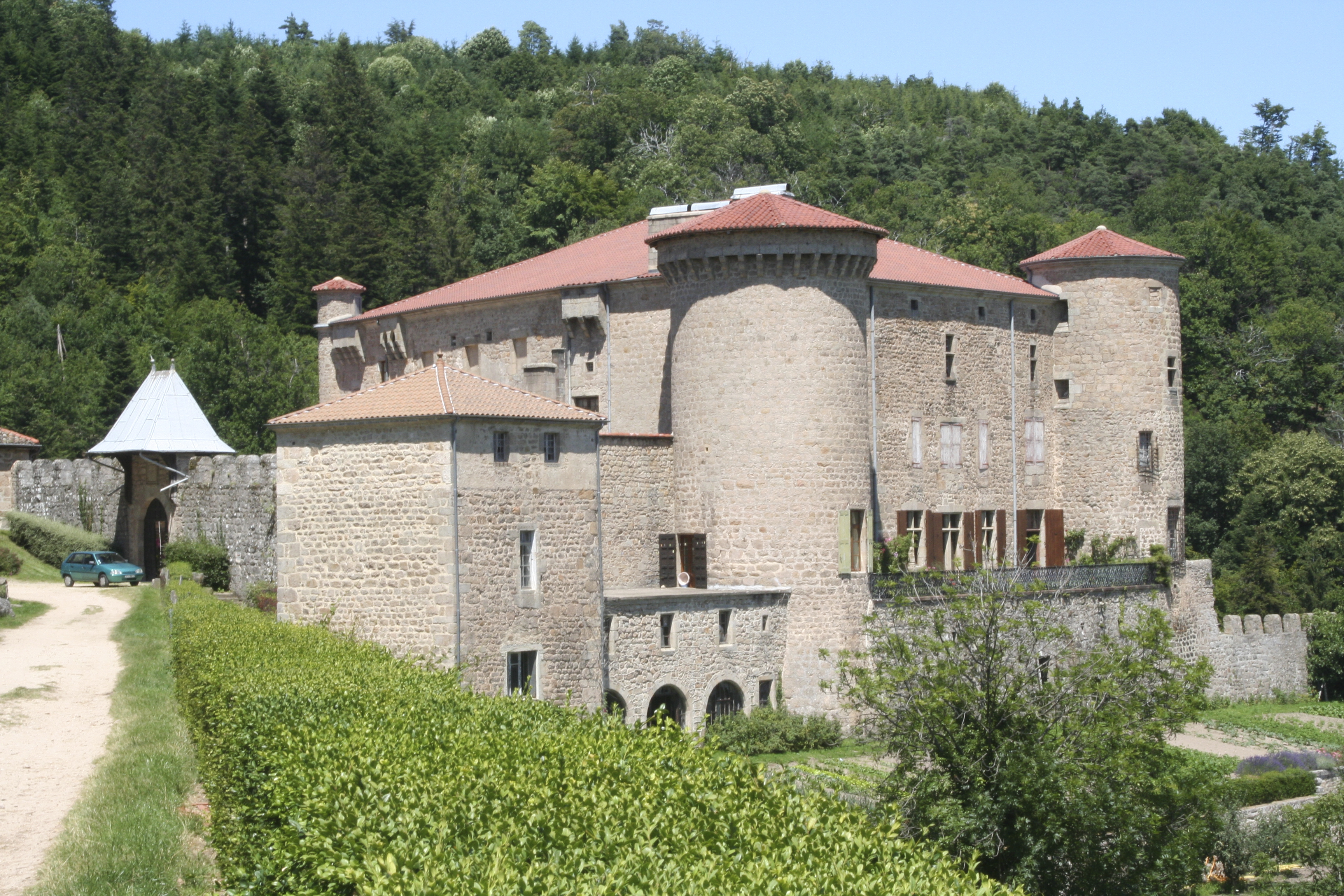
Burg Les Boscs
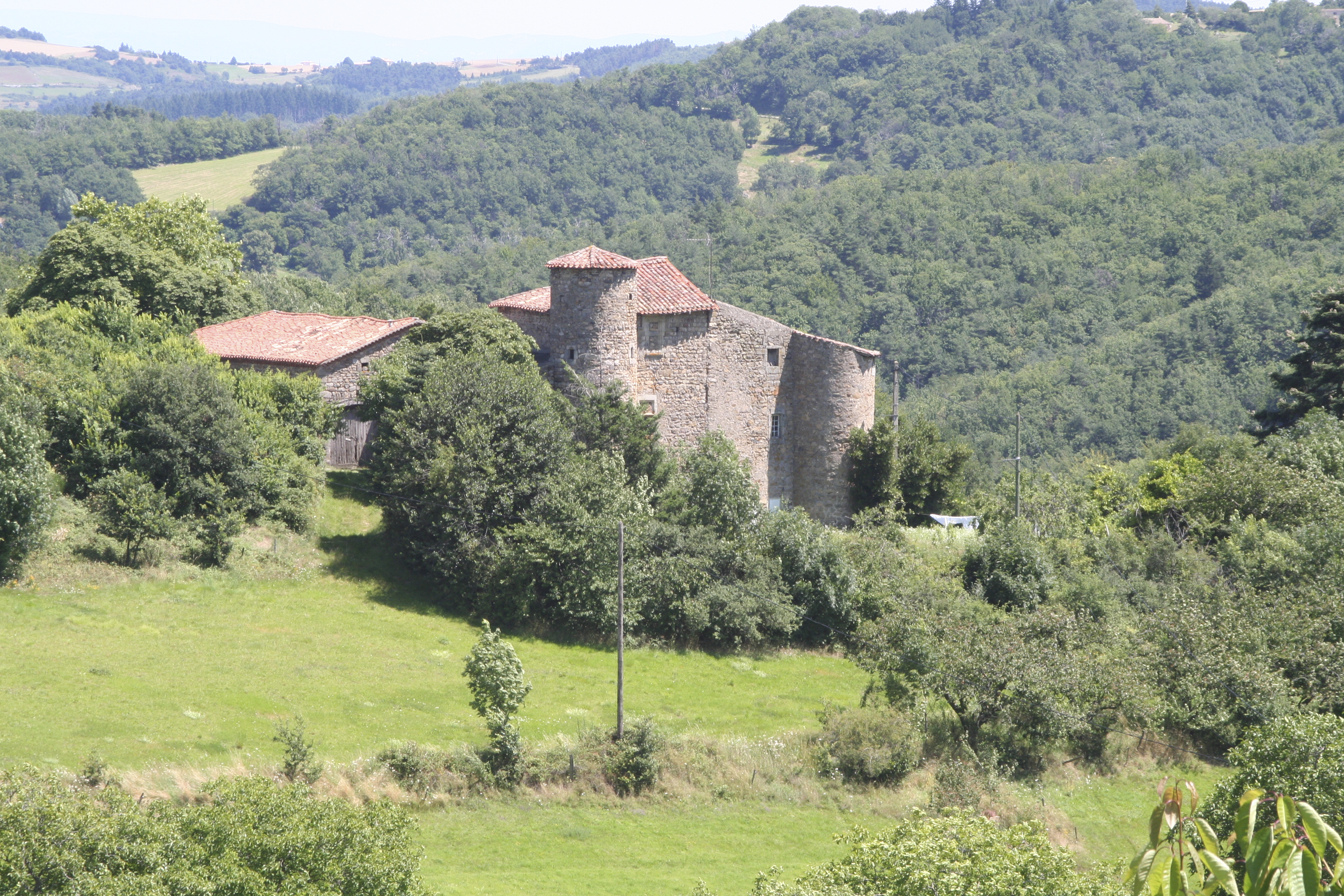
Schloss Dol